# Алекс Окслейд-Чемберлен
А́лекс О́кслейд-Че́мберлен (англ. Alex Oxlade-Chamberlain; нар. 15 серпня 1993, Портсмут, Англія) — англійський футболіст, фланговий півзахисник збірної Англії та клубу «Бешикташ».

## Клубна кар'єра

### «Саутгемптон»
Вихованець футбольної школи клубу «Саутгемптон». Дорослу футбольну кар'єру розпочав 2010 року в основній команді того ж клубу, в якій провів два сезони, взявши участь у 36 матчах чемпіонату. Більшість часу, проведеного у складі «Саутгемптона», Окслейд-Чемберлен, якому на той час не виповнилося і 18 років, був основним гравцем команди.

### «Арсенал»
До складу лондонського «Арсенала» перспективний півзахисник приєднався 2011 року. У своєму дебютному сезоні в новій команді встиг відіграти за «канонірів» 16 матчів в національному чемпіонаті. Загалом відіграв за лондонський клуб шість сезонів, виграв у його складі три Кубка Англії.

### «Ліверпуль»
31 серпня 2017 року було оголошено про перехід гравця до «Ліверпуль» за 35 мільйонів фунтів. Уклав з ліверпульським клубом п'ятирічний контракт.

### «Бешикташ»
14 серпня 2023 року Окслейд-Чемберлен підписав трирічну угоду з турецьким клубом «Бешикташ».

## Виступи за збірні
2010 року дебютував у складі юнацької збірної Англії, взяв участь у 4 іграх на юнацькому рівні.
2011 року залучався до складу молодіжної збірної Англії. На молодіжному рівні зіграв у 7 офіційних матчах, забив 3 голи.
Навесні 2012 року молодого гравця, який на той час не мав досвіду виступів за національну збірну Англії, було включено до її заявки на фінальну частину чемпіонату Європи 2012 року.
| Дата       | Місто          | Господарі  | Результат | Гості      | Турнір             | Голи | Примітки |
| ---------- | -------------- | ---------- | --------- | ---------- | ------------------ | ---- | -------- |
| 26-5-2012  | Осло           | Норвегія   | 0 – 1     | Англія     | товариський матч   | -    | 73'      |
| 2-6-2012   | Лондон         | Англія     | 1 – 0     | Бельгія    | товариський матч   | -    | 66'      |
| 11-6-2012  | Донецьк        | Франція    | 1 – 1     | Англія     | ЧЄ 2012 - 1-й етап | -    | 34' 77'  |
| 15-6-2012  | Київ           | Швеція     | 2 – 3     | Англія     | ЧЄ 2012 - 1-й етап | -    | 90'      |
| 19-6-2012  | Донецьк        | Англія     | 1 – 0     | Україна    | ЧЄ 2012 - 1-й етап | -    | 86'      |
| 7-9-2012   | Кишинів        | Молдова    | 0 – 5     | Англія     | Відбір до ЧС 2014  | -    | 58'      |
| 11-9-2012  | Лондон         | Англія     | 1 – 1     | Україна    | Відбір до ЧС 2014  | -    | 69'      |
| 12-10-2012 | Лондон         | Англія     | 5 – 0     | Сан-Марино | Відбір до ЧС 2014  | 1    |          |
| 17-10-2012 | Варшава        | Польща     | 1 – 1     | Англія     | Відбір до ЧС 2014  | -    | 73'      |
| 22-3-2013  | Серравалле     | Сан-Марино | 0 – 8     | Англія     | Відбір до ЧС 2014  | 1    |          |
| 29-5-2013  | Лондон         | Англія     | 1 – 1     | Ірландія   | товариський матч   | -    | 87'      |
| 2-6-2013   | Ріо-де-Жанейро | Бразилія   | 2 – 2     | Англія     | товариський матч   | 1    | 62'      |
| 14-8-2013  | Лондон         | Англія     | 3 – 2     | Шотландія  | товариський матч   | -    | 62'      |
| 5-3-2014   | Лондон         | Англія     | 1 – 0     | Данія      | товариський матч   | -    | 77'      |
| 4-6-2014   | Маямі-Ґарденс  | Еквадор    | 2 – 2     | Англія     | товариський матч   | -    | 63'      |
| 3-9-2014   | Лондон         | Англія     | 1 – 0     | Норвегія   | товариський матч   | -    | 69'      |
| 9-10-2014  | Лондон         | Англія     | 5 – 0     | Сан-Марино | Відбір до ЧЄ 2016  | -    | 46'      |
| 12-10-2014 | Таллінн        | Естонія    | 0 – 1     | Англія     | Відбір до ЧЄ 2016  | -    | 61'      |
| 15-11-2014 | Лондон         | Англія     | 3 – 1     | Словенія   | Відбір до ЧЄ 2016  | -    | 85'      |
| 18-11-2014 | Глазго         | Шотландія  | 1 – 3     | Англія     | товариський матч   | 1    | 80'      |
| 5-9-2015   | Серравалле     | Сан-Марино | 0 – 6     | Англія     | Відбір до ЧЄ 2016  | -    | 67'      |
| 8-9-2015   | Лондон         | Англія     | 2 – 0     | Швейцарія  | Відбір до ЧЄ 2016  | -    |          |
| 9-10-2015  | Лондон         | Англія     | 2 – 0     | Естонія    | Відбір до ЧЄ 2016  | -    | 73'      |
| 12-10-2015 | Вільнюс        | Литва      | 0 – 3     | Англія     | Відбір до ЧЄ 2016  | -    |          |
| 26-3-2017  | Лондон         | Англія     | 2 – 0     | Литва      | Відбір до ЧС 2018  | -    |          |
| 10-6-2017  | Глазго         | Шотландія  | 2 – 2     | Англія     | Відбір до ЧС 2018  | 1    | 65'      |
| Усього     |                | Матчів     | 26        |            | Голів              | 6    |          |

## Досягнення
«Арсенал»
- Володар Кубка Англії: 2013–14, 2014–15, 2016–17
- Володар Суперкубка Англії: 2014, 2015, 2017

«Ліверпуль»
- Переможець Ліги чемпіонів: 2018–19
- Володар Суперкубка УЄФА: 2019
- Чемпіон світу серед клубів: 2019
- Чемпіон Англії: 2019–20
- Володар Кубка Англії: 2021–22
- Володар Кубка Футбольної ліги: 2021–22
- Володар Суперкубка Англії: 2022

«Бешикташ»
- Володар Кубка Туреччини: 2023–24
- Володар Суперкубка Туреччини: 2024